# Palystes fornasinii
Palystes fornasinii är en spindelart som först beskrevs av Pietro Pavesi 1881.  Palystes fornasinii ingår i släktet Palystes och familjen jättekrabbspindlar.
Artens utbredningsområde är Moçambique. Inga underarter finns listade i Catalogue of Life.